# Meixner Károly
Meixner Károly (Kapuvár, 1854. augusztus 13. – Bécs, 1895. február 11.) magyar építész.

## Élete
Legjelentősebb munkáit az 1879-es szegedi nagy árvíz által elpusztított Szeged városának újjáépítésekor végezte. Ebben az időben tervezte meg eklektikus stílusban a Postapalotát, a Honvédtiszti laktanyát és egyéb épületeket. Középiskolákat tervezett Székesfehérvár, Győr, valamint Debrecen városainak számára is.
Budapesten, a Semmelweis utca 12. szám (Schaffer-ház) alatt lakott. 1895-ben hunyt el alig 40 éves korában: utolsó művének, a Kolozsvári Magyar Királyi Ferenc József Tudományegyetemnek a befejezését már nem érte meg. A Fiumei úti sírkertben helyezték nyugalomra.

## Ismert épületei
- 1880: Honvédtiszti laktanya (ma egyetemi irodaépület), Szeged[6]
- 1881–1882: Magyar Királyi Polgári Törvényszéki Palota, Szeged, Széchenyi tér (Neÿ Bélával közösen)[7][8]
- 1883: Postapalota, Szeged[6][9]
- 1886: Hirsch-ház, Budapest, Erzsébet körút 24.[10]
- 1889–1890: Eperjesi Királyi Katholikus Főgymnasium, Eperjes[11]
- 1889–1891: Magyar Királyi Főreáliskola (ma: Eötvös József Szakközépiskola), Székelyudvarhely[12]
- 1891–1893: Debreceni Állami Főreáliskola (ma: Debreceni Fazekas Mihály Gimnázium), Debrecen[13][14][15]
- 1892: Győri Főreáliskola (ma: Révai Miklós Gimnázium), Győr[16]
- 1892–1893: Állami Főreáliskola (ma szakközépiskola), Szeged[6]
- 1893: Evangélikus Líceum, Késmárk[17]
- 1893–1894: Főgimnázium, Fehértemplom[6]
- 1893–1902: Kolozsvári Magyar Királyi Ferenc József Tudományegyetem (ma: Babeș–Bolyai Tudományegyetem), Kolozsvár[18] – az épületet Meixner 1895-ös halála után Alpár Ignác fejezte be[19]

## Képtár

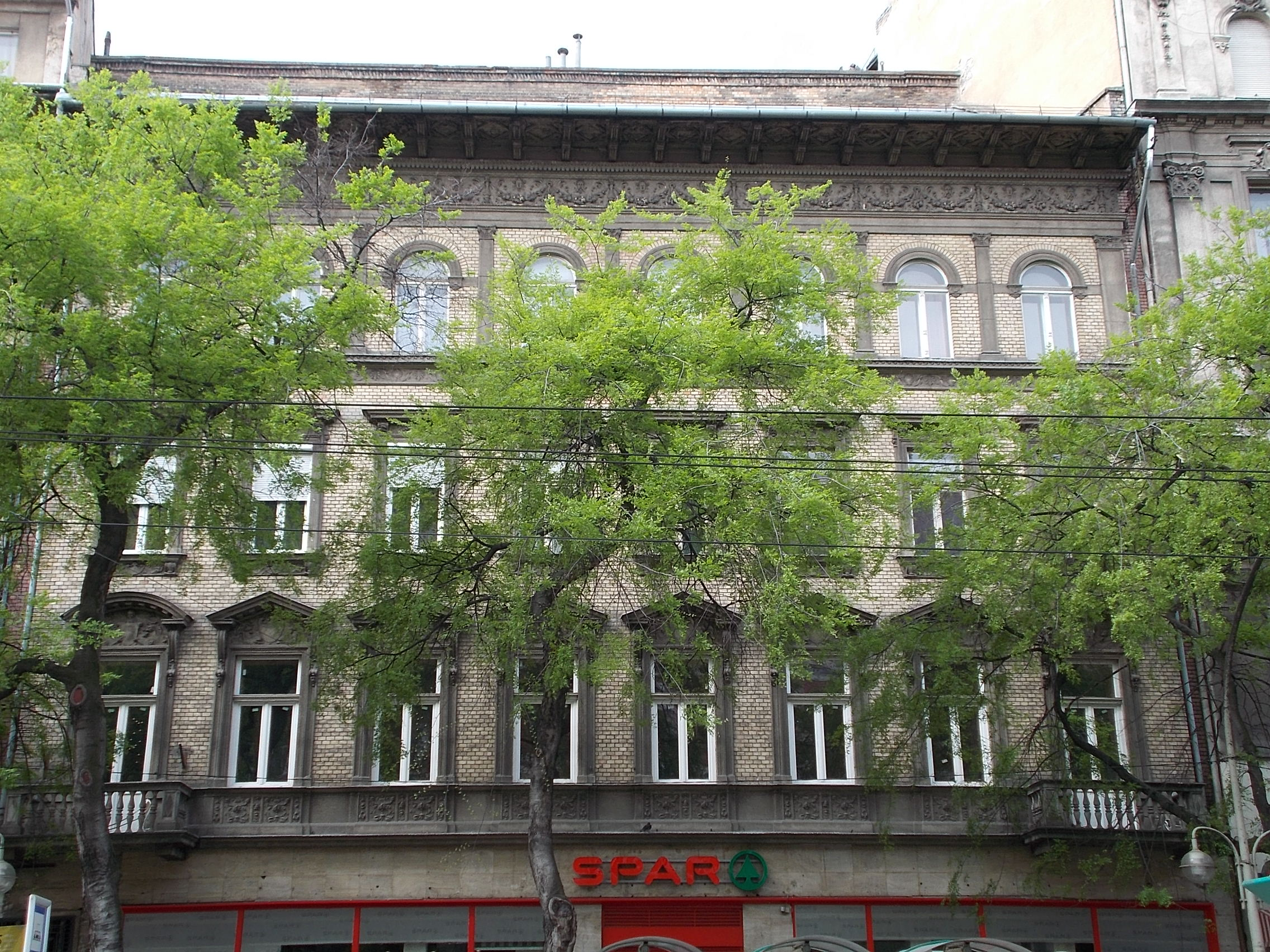
Hirsch-ház (Budapest)
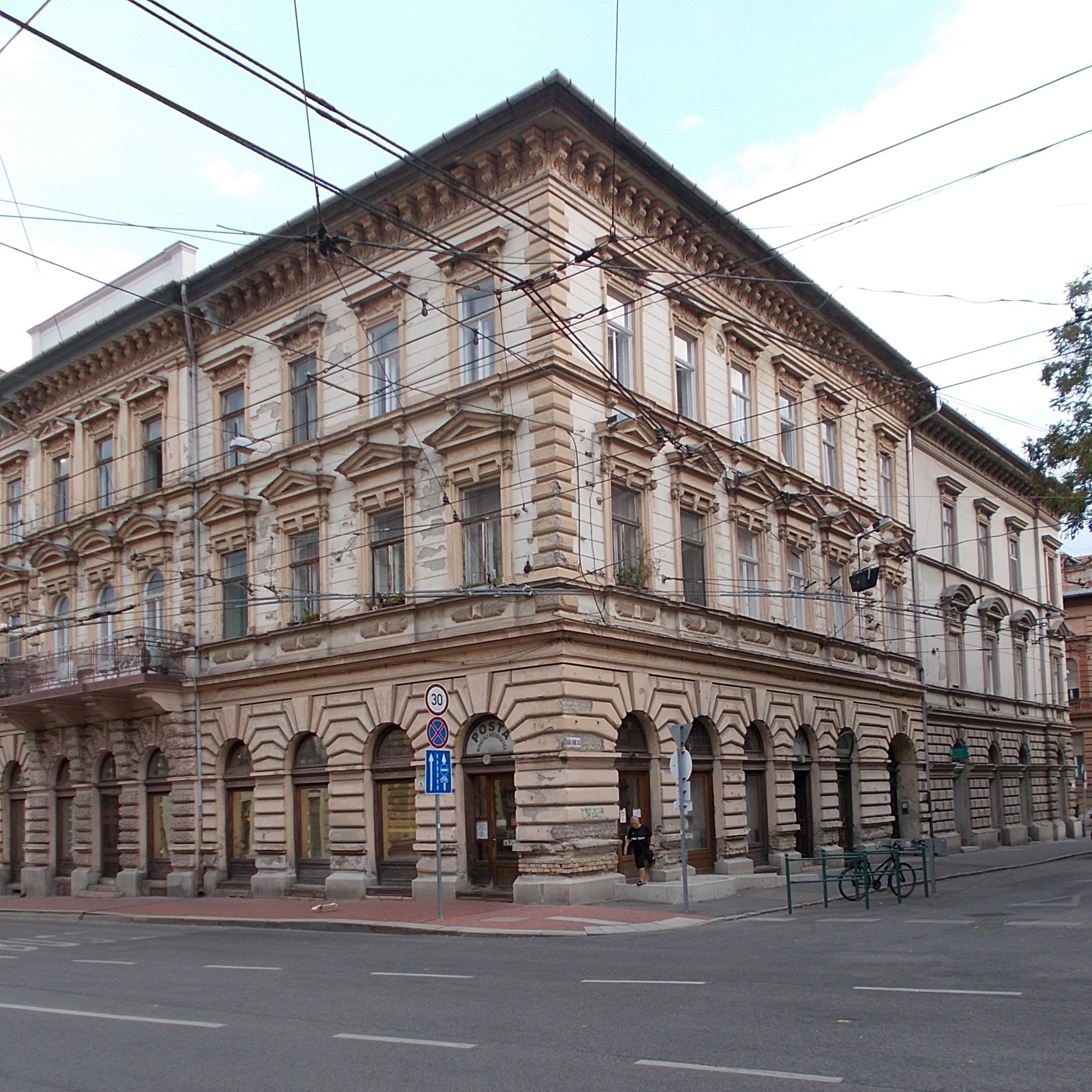
Postapalota (Szeged)
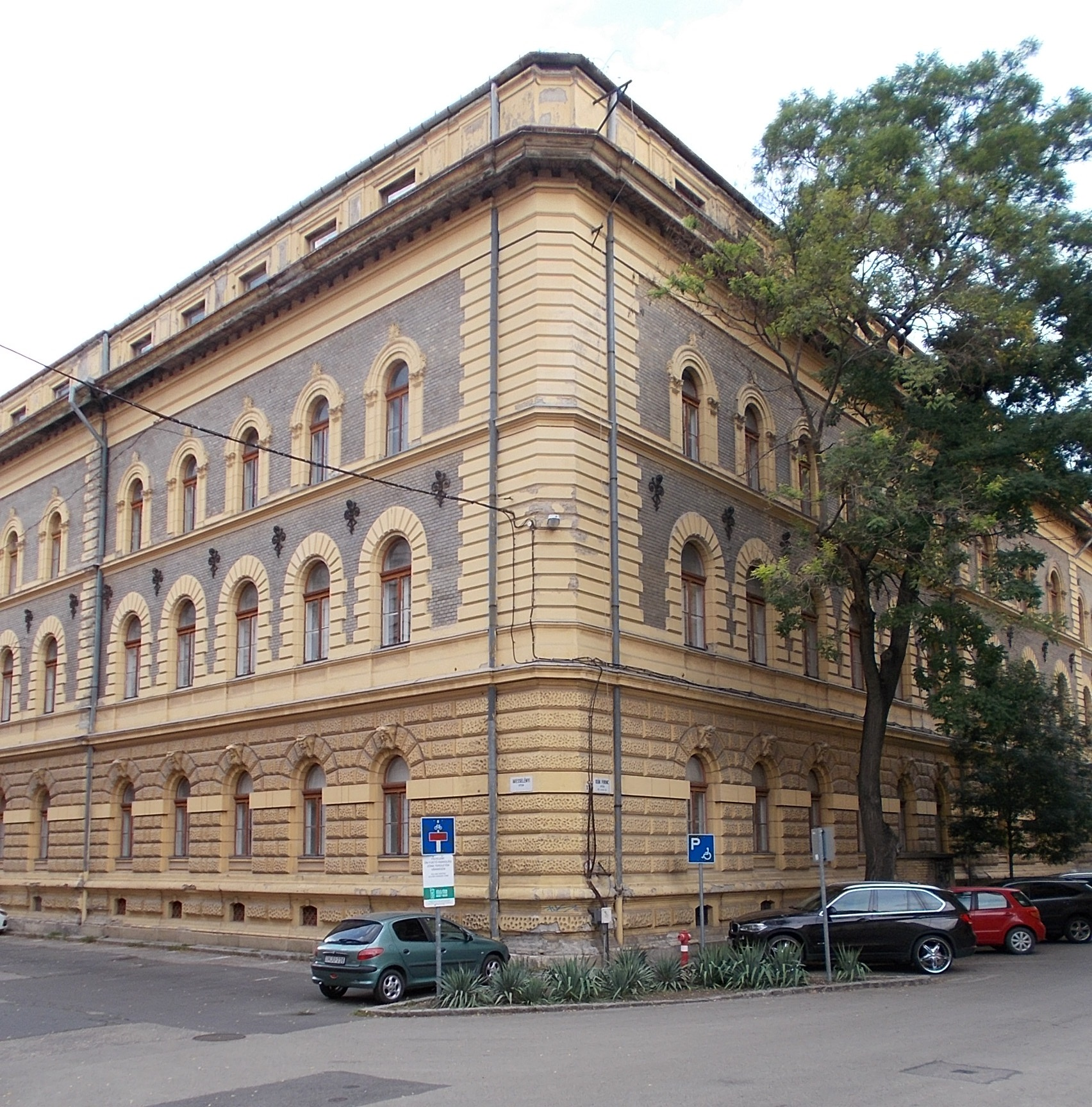
Törvényszék (Szeged)
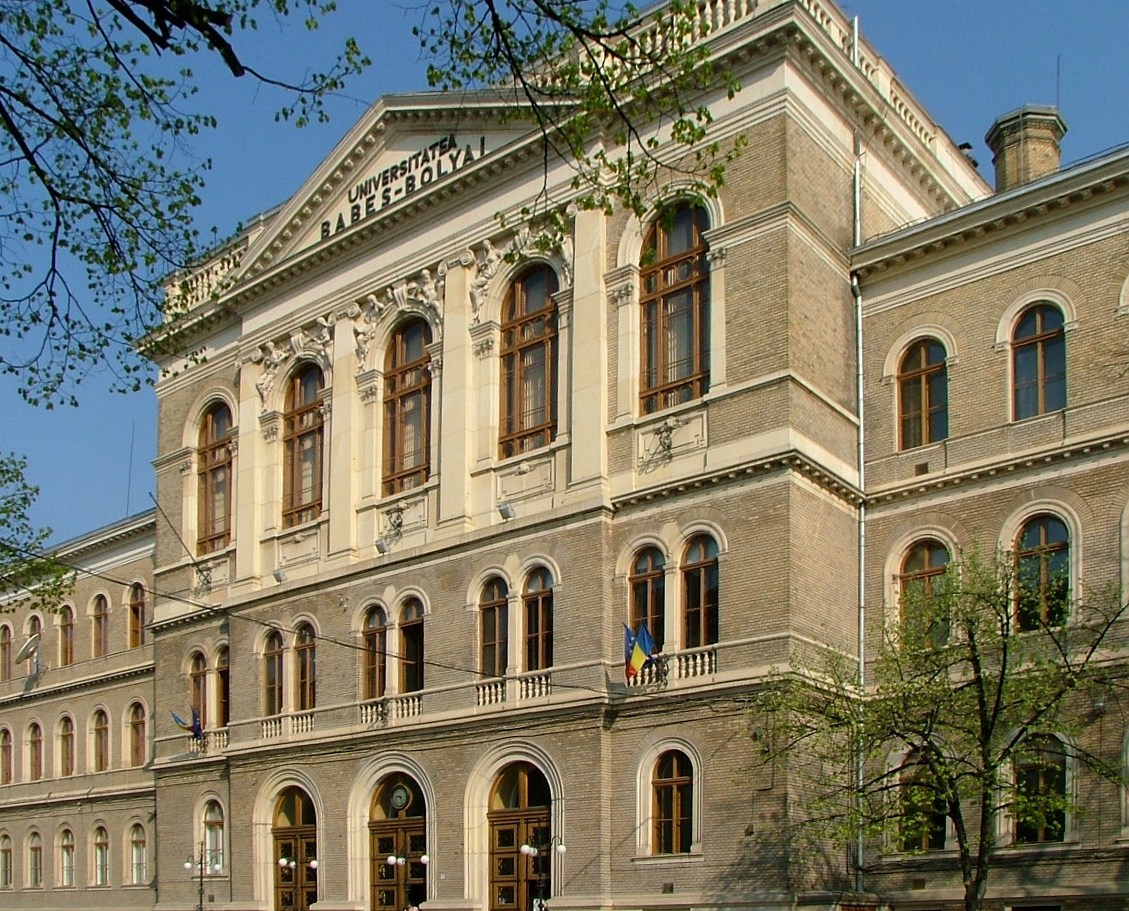
Magyar Királyi Ferenc József Tudományegyetem (Kolozsvár)